# Adore U
«Adore U» (Akkinda, en hangul: 아낀다 ) es el tema principal del primer álbum de la boyband surcoreana Seventeen, 17 carat. Dicho álbum llegó al puesto número 8 del World Album's de Billboard, y se mantuvo 11 semanas en la lista.

## Canción
Fue compuesta por Woozi, S. Coups, Vernon y BUMZU. De acuerdo a Billboard, la canción es funky-pop-rock con trozos de hip hop de los 90's. Adore U es una canción funky-pop que habla de un joven para quien el amor es un sueño y al mismo tiempo comienza a enamorarse. Este single vendió más de 38.000 copias de acuerdo a Gaon Chart.
La canción marca el comienzo de la historia que SEVENTEEN cuenta a través de sus singles en cada álbum sobre un chico enamorado. A "Adore U" (al chico le gusta una chica) le siguen "Mansae" (se enamora perdidamente de ella), "Pretty U" (la invita a una cita), "Boomboom" (es feliz saliendo con ella) y "Don't  Wanna cry" (la chica desaparece).

## Video musical
El video, de poco más de tres minutos, fue lanzado en mayo de 2015 en los canales oficiales de SEVENTEEN, tanto en YouTube como en VLive. Considerado de bajo presupuesto, muestra a los trece miembros de SEVENTEEN en diversas situaciones: tocando en una banda de rock, sentados en medio de la selva, bailando la coreografía o en el espacio exterior.

## Coreografía
La coreografía fue hecha por  el líder de la unidad de performance de SEVENTEEN, Hoshi, quien dijo haber contratado a un coreógrafo al que admira para recibir ayuda con la coreografía. Está estructurada como una escena de un musical, con momentos de solos y duetos para cada miembro, y donde en los coros todos se unen para bailar juntos.  
Los miembros de Seventeen lanzaron videos de práctica de baile en más de diez versiones diferentes. Después del lanzamiento del video musical oficial, dichas versiones incluyen: Fixed Camara version, Hide and Seek Version, Follow me Version, Dance + Mashup Version, Performance unit version, etc. También aparecieron en el programa de variedad musical 1theK Let's dance, donde enseñaron ciertos pasos de la coreografía a la audiencia.